# اونیشیکی دایگورو
اونیشیکی دایگورو (به ژاپنی: 大錦 大五郎) کُشتی‌گیر سوموی اهل استان آیچی در کشور ژاپن است که بیست‌وهشتمین کشتی‌گیر دارای رتبهٔ یوکوزونا محسوب می‌شود. وی در سال ۱۹۱۸ میلادی به این مرتبه ارتقا یافت و در سال ۱۹۲۲ میلادی بازنشست شد. اونیشیکی دایگورو توانست ۶ بار قهرمان (یوشو) مسابقات سومو شود.